# Killah (песня Леди Гаги)
«Killah» — песня американской певицы и автора-исполнителя Леди Гаги с участием французского музыканта Гезаффельштайна, вошедшая в её седьмой студийный альбом Mayhem, который был издан 7 марта 2025 года лейблом Interscope Records. Она была написана и спродюсирована совместно Гагой, Эндрю Уоттом, Cirkut и Гезаффельштайном. Песня характеризуется электро-фанк-индастриал звучанием, сочетающим в себе элементы альтернативного рока, тёмного техно и синти-попа.

## Живые выступления
8 марта 2025 года Гага впервые исполнила песню «Killah» вживую на шоу Saturday Night Live в рамках его пятидесятого сезона, вместе с песней «Abracadabra». Выступление началось в коридорах Studio 8H, где Гага и её танцоры общались с камерами наблюдения, прежде чем вернуться на главную сцену. Для выступления она надела фиолетовый наряд, по-видимому, в знак уважения к Принсу, одному из главных влияний песни. Variety назвал выступление «одним из самых неистовых и захватывающих», а Rolling Stone похвалил её «переполняющую интенсивность» и фанковый стиль, благодаря которому песня «сразу стала классикой». America Online заявил, что выступление передало «хаотичный и театральный дух» альбома, утвердив песню в качестве «фаворита поклонников всего через несколько дней после её выхода».

## Композиция
«Killah» сочетает в себе индустриальную и мрачную эстетику, характерную для Gesaffelstein, с максималистским подходом Mayhem. Песня охватывает электрофанк, индастриал и танцевальные жанры и сравнивается со звучанием Nine Inch Nails и Принса из-за использования плотных синтезаторов, тяжёлых басов и агрессивных электронных ритмов. Структурно трек построен на том, что некоторые СМИ описывают как «гипнотический грув», с шепчущими куплетами, которые постепенно усиливаются до кульминации в высокоэнергетическом припеве. Различные отзывы отмечают, что продюсерское влияние Гезаффельштайна становится особенно очевидным во второй половине песни, где инструментарий переходит в искажённую техно-интерлюдию перед возвращением к припеву с большей отдачей.
Эта песня густо насыщена отсылками. Песня сразу же погружается в глубоко фанковый электронный грув, который преклоняет колени перед алтарем гальванизирующего хита Nine Inch Nails 1994 года «Closer», а затем быстро следуют куплеты, которые имеют почти идентичную каденцию с песней Принса «Sign O' the Times». В припеве звучат гитарные риффы, напоминающие не одну, а две песни Дэвида Боуи середины 70-х — «Golden Years» и «Fame», а нисходящая мелодия в припеве напоминает о «FAME-Fame-fame-faaaaame» в последней песне и, возможно, менее намеренно, о совместной работе Лил Уэйна с Робином Тиком в 2006 году «Shooter».
В тексте песни «Killah» рассматривается опасная игра в соблазнение, при этом Гага воплощает роль роковой женщины, чередуя соблазнительные и угрожающие тона. В песне используются метафоры власти, желания и разрушения, предполагая, что главная героиня одновременно неотразима и смертоносна. Некоторые критики интерпретировали текст как представление женской силы и самостоятельности, подчёркивая, что Гага берёт на себя контроль над повествованием, а не просто является объектом желания.
В интервью Rolling Stone Гага заявила, что «Killah» была одной из песен, которая больше всего вывела её из зоны комфорта во время записи альбома, подтвердив при этом:

«Я обожаю постановку „Killah“. Единственный живой инструмент на всем альбоме — это гитара, и это так весело. В ней столько уверенности. Я никогда раньше не работал с таким ритмом и грувом. По правде говоря, я не всегда так уверен в себе. Я человек, который может чувствовать себя глубоко неуверенно, но в этом треке я чувствую себя предельно уверенно. И это часть путешествия Mayhem как большой ночной тусовки. Если рассматривать альбом как полноценную ночь, то это тот момент, когда ты чувствуешь себя на вершине мира».

## Отзывы
Композиция «Killah» была одним из самых высоко оценённых треков из альбома Mayhem. Стивен Дж. Хоровиц из Variety назвал её «смелым и уверенным треком», отметив слияние электрофанка и индустриального техно. Стивен Доу из Billboard отметил, что сотрудничество с Гезаффельштайном «поднимает песню в другое измерение, а интерлюдия переносит нас в берлинский ночной клуб» . Си Джей Торп-Трейси из The Quietus посчитал песню данью уважения звучанию Принса, подчеркнув «сочетание чувственности и опасности в исполнении Гаги». Инди Блок из Evening Standard высоко оценил её звуковое сочетание, назвав его «весёлым и жестоким».
Алексис Петридис из The Guardian заявил, что «Killah» выделяется в альбоме своими «неожиданными производственными сдвигами». Нил З. Юнг из AllMusic отметил этот трек как один из лучших моментов альбома, описав его как «сотрудничество с Гезаффельштайном, в котором влияние Боуи и Принса сочетается с интенсивностью St. Vincent или Трента Резнора». Дэвид Коббальд из The Line of Best Fit отметил, что, хотя работа была амбициозной, она не достигла глубины предыдущих работ Гезаффельштайна с The Weeknd.

## Коммерческий успех
После выхода альбома Mayhem, «Killah» песня «Killah» дебютировала на 96-м месте в Billboard Global 200 в чарте от 22 марта 2025 года. В США песня вошла в Billboard Hot 100 под номером 93, достигнув 8 места в чарте Hot Dance/Pop Songs. В Канаде песня дебютировала на 87-м месте в Canadian Hot 100, а в Великобритании она вошла в UK Streaming Chart на 82-м месте.

## Чарты
| Чарт (2025)                          | Высшая позиция |
| ------------------------------------ | -------------- |
| Канада (Billboard Canadian Hot 100)  | 87             |
| Мир (Billboard Global 200)           | 95             |
| Великобритания (UK Streaming, OCC)   | 82             |
| Франция (SNEP)                       | 194            |
| США (Billboard Hot 100)              | 93             |
| США (Hot Dance/Pop Songs, Billboard) | 8              |